# سرپاور لوزی
سرپاورهای لوزی سرده‌ای از سرپاورها هستند. در این سرده یک گونه معروف به نام سرپاور الماسی و دو گونه نامطئن طبقه‌بندی شده‌است